# Комитет членов Учредительного собрания
Комите́т чле́нов Всеросси́йского Учреди́тельного собра́ния (сокр. КОМУЧ или Комуч), позднее Съе́зд чле́нов Всеросси́йского Учреди́тельного собра́ния, — первая организация, претендовавшая на статус всероссийского антибольшевистского правительства в период Гражданской войны. Реально власть Комуча распространялась на территорию Среднего Поволжья, Прикамья и Южного Урала.
Осенью 1918 года преобразован в Съезд членов Всероссийского Учредительного собрания, представляющий собой постоянно действующее государственно-правовое учреждение, в ведение которого входили вопросы, связанные с подготовкой созыва Учредительного собрания.
Официальный печатный орган — газета «Вестник Комитета членов Всероссийского Учредительного собрания», издаваемая культурно-просветительским отделом Комуча.

## Приход Комуча к власти
По признанию самих большевиков, на территории Поволжья и Урала недовольство Советской властью существовало с самого момента её установления, вплоть до вооружённого сопротивления. С ноября 1917 года вооружённую борьбу против неё вела часть оренбургского казачества во главе с А. И. Дутовым, в январе-феврале 1918 года красные с большим трудом подавили вооружённое восстание в Астрахани, в марте-апреле 1918 года начались боевые действия между красными и уральскими казаками, в это же время происходило вооружённое противостояние сторонников и противников Советской власти в Ижевске, большое влияние на население имело оппозиционное к большевикам Башкирское правительство. Крестьянство региона было более зажиточно чем в центральной России, а рабочие многочисленных уральских заводов, в подавляющем большинстве имеющие также личные подсобные хозяйства, были крайне недовольны начавшейся экономической разрухой, падением производства и ростом безработицы, связывая это с зачастую безграмотными действиями при национализации предприятий. В этой обстановке недовольства политикой Советской власти весной 1918 года сформировалось достаточно мощное подпольное антисоветское движение.
Катализатором для крушения Советской власти в Поволжье и на Урале послужило восстание Чехословацкого корпуса в конце мая — начале июня 1918 года и вызванные им массовые антисоветские вооружённые выступления по всему региону, возглавляемые эсерами, кадетами, бывшими офицерами и другими оппозиционными силами. Менее чем за месяц власть большевиков рухнула на огромной территории, в июле образовался единый фронт вооружённого противостояние в целом проходивший по Волге, а к началу августа 1918 года были ликвидированы последние очаги сопротивления красных за линий фронта (Уфа, Екатеринбург).
8 июня 1918 года в занятой чехами и местными повстанцами Самаре была провозглашена власть правительства Комуча, сформированного ещё в нелегальных условиях весной 1918 года.

## Комуч первого состава
В Комуч первого состава вошли пять эсеров, членов Учредительного собрания: Владимир Вольский — председатель, Иван Брушвит, Прокопий Климушкин, Борис Фортунатов и Иван Нестеров. Управление банками и учреждениями, ведающими финансовым делом, было возложено на Брушвита, управление органами продовольствия и промышленности — на Вольского, управление административными делами и органами охраны и самоуправлений — на Климушкина, управление ведомствами путей сообщения и народного просвещения — на Нестерова.

## Укрепление власти Комуча
На территории, где с помощью чехов удалось свергнуть большевиков, Комуч временно провозгласил себя высшей властью в России от имени Всероссийского учредительного собрания до нового созыва последнего. Впоследствии, Комитет значительно расширился за счёт вступления в него ещё одной группы бывших членов Учредительного собрания (главным образом, эсеров), перебравшихся в Самару. В конце сентября 1918 года в Комуче было уже 97 человек. К этому времени исполнительная власть Комуча была сосредоточена в руках «Совета управляющих ведомствами» под председательством Евгения Роговского (одновременно управляющий ведомством государственной охраны).

В день занятия Самары частями Чехословацкого корпуса КОМУЧ приступил к формированию собственной Народной армии. 9 июня 1918 года в Самаре была сформирована 1-я добровольческая Самарская дружина численностью 350 человек (сводный пехотный батальон капитана Бузкова (2 роты, 90 штыков), эскадрон конницы (45 сабель) штабс-ротмистра Стафиевского, Волжская конная батарея капитана Вырыпаева (при 2 орудиях и 150 человек прислуги), конная разведка, подрывная команда и хозяйственная часть). Командовать дружиной вызвался генерального штаба подполковник Владимир Каппель.
Войска под его командованием в течение лета 1918 года наносят ряд тяжёлых поражений превосходящим силам Красной армии: 

— 11 июня 1918 года Каппель захватывает Сызрань; 

— 12 июня отряд добровольцев Каппеля уже возвращается в Самару, откуда по Волге перебрасывается в Ставрополь (Волжский) с целью взять город, что Владимир Оскарович успешно делает, очистив попутно от красных берег Волги напротив города; 

— 10 июля Каппель уже даёт новое сражение под Сызранью, занятой было вновь красными и вернув её под контроль КОМУЧа; 

— Вслед за этим последовало занятие Бугуруслана и Бузулука. Разгром же Каппелем красных после тяжёлого боя у станции Мелекесс отбросил большевиков к Симбирску, обезопасив этим Самару; 

— 17 июля ударный сводный русско-чешский отряд (2 батальона пехоты, конный эскадрон, казачья сотня, 3 батареи) под командованием подполковника Каппеля выступает на Симбирск, и, совершив 150-километровый марш-бросок, берёт оборонявшийся превосходящими силами красных город 21 июля 1918 года.
7 августа, несмотря на спешное усиление красного Восточного фронта — срочную отправку туда всех возможных красных сил, личное прибытие на Волгу объявившего «революцию в опасности» Троцкого, и упорнейшее сопротивление советского 5-го Латышского полка, войска под командованием Каппеля, предварительно разгромив в устье Камы вышедшую навстречу флотилию красных, взяли Казань, а с ней — огромные склады с вооружением, боеприпасами, медикаментами, амуницией, а также с золотым запасом России (650 млн. золотых рублей в монетах, 100 млн рублей кредитными знаками, слитки золота, платины и другие ценности). В противобольшевистский лагерь в полном составе перешла находившаяся в Казани Академия Генерального штаба во главе с генералом Андогским.
Таким образом, к августу 1918 года «территория Учредительного собрания» простиралась с запада на восток на 750 вёрст (от Сызрани до Златоуста, с севера на юг — на 500 вёрст (от Симбирска до Вольска). Власть КОМУЧа распространялась на Самарскую, часть Саратовской, Симбирскую, Казанскую и Уфимскую губернии, власть КОМУЧа признали оренбургское и уральское казачество.
Также в июле Комуч пригласил в Самару представителей казахской «Алаш-Орды» во главе с Алиханом Букейхановым и Мустафой Шокаем и заключил с ними военно-политический союз против красных.
Опираясь на накопившиеся военные силы, лояльные Комучу, были проведены следующие меры: официально установлен восьмичасовой рабочий день, разрешены рабочие собрания и крестьянские сходы, сохранены фабрично-заводские комитеты и профсоюзы. Комуч отменил все советские декреты, возвратил заводы, фабрики и банки их прежним владельцам, провозгласил свободу частного предпринимательства, восстановил земства, городские думы и другие досоветские учреждения. Колеблясь между красной и белой идеологией, Комуч то во всеуслышание заявлял о намерении национализировать землю, то предоставлял землевладельцам возможность вернуть все земельные наделы, конфискованные у них в пользу крестьян, и даже собирать урожаи 1917 года. Комуч направлял военизированные экспедиции в сельские районы для защиты собственности землевладельцев и зажиточных крестьян (в советской терминологии — кулаков), а также для рекрутирования и, позднее, мобилизации мужчин в Народную армию.

## Падение Комуча
В последующих неудачах Народной армии главную роль сыграл выход чехословаков из борьбы с большевиками в связи с падением Австро-Венгрии и провозглашением независимости Чехословакии, полное отсутствие резервов, не подготовленных эсеровским руководством Комуча, несмотря на время, которое Каппель им дал своими первыми успехами на Волге, несмотря на те возможности, которые давали огромные территории, находившиеся под контролем Комуча, в плане мобилизации.

Полный провал постиг и начатую было реформу по внедрению в Народной армии корпусной системы, обусловленный крахом мобилизационных мероприятий, которые, в свою очередь, потерпели неудачу из-за продолжавшегося и ставшего необратимым падения авторитета Комуча и, как следствие, разложения социальной опоры власти. Особо непримиримыми были позиции рабочего класса Поволжья. Так, постановление общего собрания мастеровых и рабочих Самарских мастерских депо гласило: 
Протестовать против этой мобилизации и требовать от членов Учредительного собрания прекращения братоубийственной войны…
6 июля 1918 года в Самаре проходил крупный митинг протестовавших железнодорожников, которые были настолько враждебны Комучу, что комендант города был вынужден даже вызвать войска.
Одновременно с объявлением мобилизации эсеровское руководство Комуча вернулось к своей старой идее об опоре на крестьянство. Для консолидации крестьянства вокруг Комуча и успешного проведения мобилизации правительство организовало созыв сельских сходов, волостных и уездных крестьянских съездов. Результаты оказались ошеломляющими для эсеров: крестьянство высказывалось в том ключе, что оно не хочет принимать участия в Гражданской войне, сходы решают не давать новобранцев и даже не платить налоги, если они пойдут на ведение войны! Будучи же мобилизованными, крестьяне и рабочие отказывались сражаться против большевиков, при первом же удобном случае разбегались по домам или сдавались в плен красным, перевязав своих офицеров.
На фронте в конце августа — сентябре красные перехватили стратегическую инициативу. В сентябре 1918 года Народная армия Комуча потерпела ряд поражений от спешно усиленного Восточного фронта Красной армии. В Свияжск, где засели отступившие от Казани остатки разбитых красных войск, даже лично прибыл народный комиссар по военным делам и председатель Высшего военного совета Советской Республики Троцкий, развивший там самую энергичную деятельность и применявший самые жестокие меры к установлению дисциплины в разрозненных и деморализованных красных войсках (был расстрелян каждый десятый отступивший красноармеец). 5-я армия быстро получала подкрепления благодаря остававшемуся в руках большевиков стратегически важному мосту через Волгу, и в скором времени Казань оказалась окружена красными с трёх сторон. Из состава Балтийского флота на Волгу большевистское руководство перебросило 3 миноносца, а местные волжские пароходы красных были вооружены тяжёлыми морскими орудиями. Преимущество на воде быстро перешло к красным. Силы добровольцев таяли, а красные, наоборот, усиливали свой напор, направив на Волгу свои лучшие войска — латышские полки, сохранившиеся в целости со времён Императорской армии и привлечённые лозунгом «самоопределения всех стран», поддержавшие большевиков против войск старой империи. К концу сентября Народная армия оставила большую часть ранее контролируемых Комучем территорий (пали Симбирск, Вольск, Хвалынск).
23 сентября 1918 года в Уфе на Государственном совещании было достигнуто соглашение об образовании нового Временного Всероссийского правительства, возглавляемого директорией из 5 человек. Объединившая между собой Комуч, соперничавшее с ним Временное Сибирское правительство и другие региональные правительства директория должна была дать отчёт о своей деятельности Учредительному собранию после возобновления последним своих заседаний. При этом декларировалось, что Всероссийское Учредительное собрание возобновляет своё заседание 1 января 1919 года, если к этому времени соберутся 250 депутатов или 170 членов Учредительного собрания к 1 февраля 1919 года. Уфимское совещание провозгласило, что вместо Комуча все члены Учредительного собрания в совокупности образуют Съезд членов Всероссийского Учредительного собрания, представляющий собой постоянно действующее государственно-правовое учреждение. Он работал в Екатеринбурге. Верховным главнокомандующим всеми сухопутными и морскими вооружёнными силами России был назначен генерал Василий Болдырев. Народная армия формально прекратила своё существование, объединившись с Сибирской. Однако непосредственно на воинских частях эти преобразования никак не отразились, предоставленные самим себе они продолжали отступать. Вскоре Волга была полностью занята большевиками: 3 октября 1918 г. пала Сызрань, а 8 октября — бывшая столица КОМУЧа Самара.

## Судьба членов КОМУЧа
После прихода к власти адмирала Колчака 18 ноября 1918 года Директория и сопутствующие ей учреждения были распущены. Съезд членов Учредительного собрания пытался протестовать против переворота, в результате был отдан приказ «принять меры к немедленному аресту Чернова и других активных членов Учредительного собрания, находившихся в Екатеринбурге». Выселенные из Екатеринбурга то ли под охраной, то ли под конвоем чешских солдат, депутаты собрались в Уфе, где пытались вести агитацию против Колчака. 30 ноября 1918 года он приказал предать бывших членов Учредительного собрания военному суду «за попытку поднять восстание и вести разрушительную агитацию среди войск». 2 декабря специальным отрядом под командованием полковника Круглевского часть членов съезда Учредительного собрания (25 человек) была арестована, в товарных вагонах доставлена в Омск и заключена в тюрьму. Ещё ранее, 24 ноября 1918 года, был незаконно арестован офицерами из отряда Красильникова и убит депутат Борис Моисеенко. После подавления неудачного восстания большевиков в Омске в ночь с 22 декабря на 23 декабря 1918 года содержавшиеся в тюрьме член Учредительного собрания Нил Фомин и 9 видных эсеров и меньшевиков были бессудно изрублены шашками и расстреляны колчаковскими офицерами под началом поручика Барташевского и капитана Рубцова.
Находившаяся в подполье группа эсеров во главе с бывшим главой Комуча Владимиром Вольским после занятия Уфы Красной армией образовала так называемую «Уфимскую делегацию», вступившую в переговоры с большевиками. Позже они призвали признать Советскую власть и объединиться под её руководством для борьбы с контрреволюцией.